# خاچاطور ارزرومه‌تسی
خاچاطور آراکلیان ارزرومتسی (ارمنی: ԽԱՉԱՏՈՒՐ ԷՐԶՐՈՒՄՑԻ (Առաքելյան)؛ انگلیسی: Hachatur Erzrumetsi زادهٔ ۱۶۶۶ - درگذشته ۱۷۴۰)، فیلسوف اهل ارمنستان بود.

## زندگی‌نامه
وی در ۱۶۶۶ در کنستانتینوپل به دنیا آمد و در کالج تحصیل نمود؛ و مناسک مذهبی-کشیشی را در کنستانتینوپل و ونیز برگزار کرد. وی به زبان ارمنی و لاتین در مضامین فلسفی، الهیاتی، مذهبی و اخلاقی آثاری را به رشته تحریر درآورد. وی در ۱۷۴۰ در سن ۷۴ سالگی در ونیز درگذشت.